# Radinocera kuehni
Radinocera kuehni là một loài bướm đêm trong họ Noctuidae.